# Frithjof Kuhnen
Frithjof Kuhnen (* 22. Dezember 1927 in Dessau; † 2014) war ein deutscher Agrarwissenschaftler und Hochschullehrer.

## Leben und Wirken
Nach dem Schulbesuch in Dessau und Bernburg und seiner Reifeprüfung 1945 absolvierte Frithjof Kuhnen zunächst eine Ausbildung in der Landwirtschaft. Von 1948 bis 1955 studierte er dann Agrarwissenschaft an der Universität Hohenheim, legte dort seine Magisterprüfung ab und promovierte 1955 auf dem Gebiet der Agrarwirtschaft mit einer Dissertation über den „Charakter der landwirtschaftlichen Nebenbetriebe in Württemberg-Baden“. Nach einem Studienaufenthalt an der University of Minnesota setzte er 1956 seine wissenschaftliche Arbeit an der Eberhard Karls Universität Tübingen fort und zwar auf dem Gebiet der Wirtschaftswissenschaft. In Tübingen promovierte er 1960 zum zweiten Mal. Von 1960 bis 1963 war er wissenschaftlicher Assistent an der Technischen Universität Berlin und bis 1965 an der Universität Göttingen. Nach einer Beratungstätigkeit bei der International Labour Organization (1969/70) hatte er bis 1993 einen Lehrstuhl für Agrarwissenschaft an der Universität Göttingen inne. Zwischen 1984 und 2000 war er auch als Gastprofessor am International Training Center for Land Policy in Taiwan tätig.
Kuhnen beschäftigte sich in seinen jüngeren Veröffentlichungen vor allem mit der Entwicklung der Landwirtschaft in Entwicklungsländern. Hierzu gehörten zahlreiche Auslandsreisen.

## Veröffentlichungen (Auswahl)
- Die soziale Struktur und der Lebensstandard der Familien in typischen Landgemeinden Baden-Württembergs. Methoden und Ergebnisse einer systematischen Klassifikation der Landfamilien. Forschungsgesellschaft für Agrarpolitik und Agrarsoziologie, Bonn 1954.
- Die soziale Sicherheit der Familien in typischen Landgemeinden Baden-Württembergs. Einzelberichte der Dorfuntersuchungen 1954/55 (= Schriftenreihe der Forschungsgesellschaft für Agrarpolitik und Agrarsoziologie, Bd. 47). Forschungsgesellschaft für Agrarpolitik und Agrarsoziologie, Bonn 1956.
- Die sozialökonomische Situation der landwirtschaftlichen Betriebe des Kreises Horb/Neckar (= Schriftenreihe der Forschungsgesellschaft für Agrarpolitik und Agrarsoziologie, Bd. 82,1). Forschungsgesellschaft für Agrarpolitik und Agrarsoziologie, Bonn 1958.
- Lebensverhältnisse ländlicher Familien. Sozialökonomische Untersuchungen an 3000 Familien im Landkreis Horb/Neckar (= Schriftenreihe der Forschungsgesellschaft für Agrarpolitik und Agrarsoziologie, Bd. 141). Forschungsgesellschaft für Agrarpolitik und Agrarsoziologie, Bonn 1961 (= Dissertation Universität Tübingen).
- (mit Hans Wilbrandt): Gedanken zum „Grünen Plan“ zur Entwicklung der libanesischen Landwirtschaft. DLG-Verlag, Frankfurt/M. 1964.
- Landwirtschaft und anfängliche Industrialisierung: West Pakistan. Sozialökonomische Untersuchungen in fünf pakistanischen Dörfern. Leske, Opladen 1968.
- Agrarreform, ein Weltproblem. Dt. Welthungerhilfe, Aktion für Entwicklung und Partnerschaft, Bonn 1980.
- (mit Joachim E. Tschiersch u. Herbert Kötter): Kirchen und ländliche Entwicklung. Einwirkung auf die Rahmenbedingungen der Entwicklungszusammenarbeit – Möglichkeiten und Grenzen (= Forum Weltkirche, Bd. 4). Matthias-Grünewald-Verlag, Mainz 1995, ISBN 3-7867-1847-4.
- Land tenure in Asia. Access to land – access to income. Changing issues and trends. Kovač, Hamburg 1996, ISBN 3-86064-507-2.

Außerdem zahlreiche Aufsätze in Fachzeitschriften